# Steve Irwin (nave)
La Steve Irwin è stata una nave oceanografica della Sea Shepherd Conservation Society; dismessa dal servizio nel 2018, si pensa di farne una nave museo a Williamstown, sobborgo della città di Melbourne, in Australia.

## Storia
Dopo 18 campagne attorno al mondo contro le baleniere, il 3 dicembre 2018 la Sea Shepherd Conservation Society ha annunciato ufficialmente il ritiro della Steve Irwin, nave ammiraglia della SSCS, che verrà demolita e riciclata in un impianto apposito nel pieno rispetto della convenzione di Hong Kong per un riciclaggio sicuro ed ecologicamente adeguato delle navi, adottata il 15 maggio 2009. Contestualmente il testimone di nave ammiraglia è passato alla Ocean Warrior.